# Malletiidae
Famille
Genres de rang inférieur
- voir paragraphe #Liste des genres

Les Malletiidae sont une famille de mollusques bivalves.

## Liste des genres
Selon World Register of Marine Species (2 août 2010) :
- genre Adrana H. Adams & A. Adams, 1858
- genre Carinineilo Kuroda & Habe, 1971
- genre Clencharia Clarke, 1961
- genre Katadesmia Dall, 1908
- genre Malletia Desmoulins, 1832
- genre Neilo A. Adams, 1854
- genre Neilonella Dall, 1881
- genre Protonucula Cotton, 1930
- genre Pseudoglomus Dall, 1898
- genre Pseudomalletia Fischer, 1886
- genre Spinula Dall, 1908
- genre Taiwannuculana Okutani & Lan, 1999

Selon ITIS (2 août 2010) :
- genre Malletia Desmoulins, 1832
- genre Neilonela Dall, 1881
- genre Saturnia (mollusque) Sequenza, 1877